# 並行複式無機化法
並行複式無機化法とは農業技術において、有機態窒素からアンモニアまでの分解、アンモニアから硝酸を生ずる硝化作用の二つの無機化反応を並行して進める方法。有機態窒素を原料に硝酸を生ずることが可能になる。日本酒醸造におけるデンプンから糖までの分解と糖からエタノールを生ずる反応との二つの反応を同時に行う並行複式発酵法をイメージして命名された。
有機物に含まれる有機態窒素は、土の中ではまず低分子化された後、アンモニアまで分解され、硝化細菌の働きにより硝酸を生ずる。しかし水の中など微生物の貧弱な環境に有機物を添加すると、雑菌などによりアンモニアまでの分解は進むが、硝酸を生ずることはない。このため異臭が強く、いわゆる腐敗臭が発生する。
これを回避するには水の中に硝化細菌を生息させ、硝酸まで無機化を進める必要があるが、硝化細菌は有機成分に弱い性質があるため、硝化細菌をあらかじめ水の中に添加していても、有機成分の投入により硝化菌が死滅してしまった。
本法は、馴化培養の手法を利用することにより、有機成分の添加による硝化細菌の死滅を回避する。すなわち、硝化細菌の生育に悪影響を及ぼさない程度に有機成分の添加を徐々に行い（徐添加）、やがて発生するアンモニアを利用して硝化細菌が増殖、硝酸を生ずるようにする。
硝酸の生成効率は高く、有機態窒素の98％以上を硝酸として得ることが可能である。